# Anka Borch
Anka Borch (egentligen Anna Colban Berg Borch) född 14 januari 1899 i Tana, död 1971 i Oslo, var en norsk barnboksförfattare. 
Hon växte upp i Ørland, Sarpsborg och Aker. Hon debuterade med boken Hansine Hodeløs 1942, och skrev totalt 33 böcker. Mest kända är de fyra barnböckerna i serien Sommer på setra (1942), To små fjøsnisser (1943), Trollet i Nåsåfjellet (1944) och Huldra i byen (1945); som är återutgivna i flera upplagor, senast 1970. Hennes flickböcker omfattar bland annat Jomfru Birgit (1951) om Austråttborgens historia, Amor i beksøm (1956) och Torarin (1961) från Munkholmens och staden Trondheims medeltidshistoria. Borch skrev också böcker med djur i huvudrollen. Flera av böckerna är översatta till svenska, danska, tyska och andra språk.